# 1958년 EURATOM 협력법
1958년 EURATOM 협력법(영어: EURATOM Cooperation Act of 1958)은 유럽 원자력 공동체와 미국 간의 협력 프로그램을 만든 미국 연방 법규이다. 1954년 원자력법에 따라, 이 협력 프로그램은 유럽 원자력 공동체 영토 내에 원자력 기술을 활용하는 발전소를 건설하기 위한 미국 정책을 규정한 국제 협정이었다. 이 법에 따라, 협력 협정은 원자력위원회와 유럽 원자력 공동체가 선정한 원자로의 평가 및 관찰을 위한 민간 원자력 연구 개발 프로그램을 승인했다.
S. 4273 입법은 제85차 의회에서 통과되었고 드와이트 D. 아이젠하워 제34대 미국 대통령에 의해 1958년 8월 28일 법으로 제정되었다.

## 법 조항
EURATOM 협력법은 유럽 원자력 공동체와 미국 간의 협력 국제 협정을 위한 여러 주요 요소를 승인했다.

### 정의

유럽 원자력 공동체 회원국

(a) 공동체는 벨기에, 프랑스, 이탈리아, 룩셈부르크, 네덜란드, 서독으로 구성된 유럽 원자력 공동체(EURATOM)를 의미한다.
(b) 위원회는 1954년 원자력법에 의해 설립된 원자력위원회(AEC)를 의미한다.
(c) 공동 프로그램은 공동체와 미국이 설립하고 1954년 원자력법에 따라 체결된 협력 협정의 조항에 따라 수행되는 협력 프로그램을 의미하며, 위원회와 공동체가 선정한 유형의 원자력 원자로를 사용하는 발전소를 공동체 회원국 영토 내에서 1963년 12월 31일까지 총 설치 용량 약 1,000,000 킬로와트 (1.0×109 W)의 전력을 목표로 운영하는 것을 목표로 한다. 다만, 2개의 원자로는 1965년 12월 31일까지 운영될 수 있다.
(d) 이 법에서 사용되는 다른 모든 용어는 1954년 원자력법에 기술된 용어와 동일한 의미를 갖는다.

### 연구 개발 프로그램
위원회와 공동체가 공동 프로그램에 따라 선정한 원자로 유형과 관련된 연구 개발 협력 프로그램에 사용하기 위해 1959 회계연도 초기 승인액으로 3,000,000달러를 위원회에 할당하도록 승인되었다. 위원회는 이 섹션에 의해 승인된 연구 개발 프로그램을 수행하기 위해 필요하다고 판단하는 기간 동안, 그러나 어떠한 경우에도 5년을 초과하지 않는 기간 동안 계약을 체결할 수 있다. 단, 공동체가 연구 개발 협력 프로그램에 사용하기 위해 동등한 금액을 승인해야 한다.

### 보증 계약
위원회는 1954년 원자력법 조항에 따라 향후 승인될 금액의 범위 내에서, 공동 프로그램에 따라 건설된 원자로 운영자의 연료 제조, 처리 및 운송 비용이 위원회가 해당 원자로에 대해 설정할 연료 제조 및 연료 수명 보증으로 발생하는 비용보다 크지 않도록 보장하기 위한 총 9천만 달러의 우발 부채를 초과하지 않는 보증 계약을 체결할 수 있도록 승인되었다. 이러한 금액의 범위 내에서 위원회는 필요하다고 판단하는 기간 동안, 개정된 법규의 조항에 관계없이, 이 섹션에 따라 계약을 체결할 수 있다. 단, 이러한 계약은 원자로 운영의 첫 10년 동안 또는 1973년 12월 31일(또는 선정된 원자로가 2개 이하인 경우 1976년 12월 31일) 이전에 공동 프로그램에 따라 건설된 원자로에 로드된 연료를 다루는 데 필요한 기간보다 더 길게 연장될 수 없다. 프로젝트 선정을 위한 기준을 설정하고 이러한 보증 계약을 체결할 때 위원회는 다음 원칙에 구속되지 않고 따르게 된다.
(a) 위원회는 공동 프로그램에 따라 원자로 부품 및 원자로 연료 요소에 대한 다양한 공급원을 제공하도록 설계된 강력하고 경쟁적인 미국 원자력 장비 제조 산업을 장려해야 한다.
(b) 보증은 이 법의 조항과 1958년 5월 29일 브뤼셀에서, 1958년 6월 12일 워싱턴 D.C.에서 서명되고 1958년 6월 23일 미국 의회에 제출된 미국 연방 정부와 공동체 간의 양해각서 첨부 A와 일치해야 한다.
(c) 위원회는 제안을 유치하고 평가하는 기초로서 제조업체가 보증할 최소한의 연료 요소 비용 및 수명 수준을 설정하고 공개해야 한다.
(d) 제조업체의 보증은 합리적인 기간 내에 제조업체가 제공하는 다른 유사한 연료 요소에 대한 보증만큼 유리해야 한다.
(e) 위원회는 위원회의 보증 기간 동안 제조업체가 연료 요소를 개발하거나 제조하는 과정에서 만들거나 고안한 발명 또는 발견에 대한 특허에 대해 정부 목적의 무상, 비배타적, 취소 불가능한 라이선스를 획득해야 한다.

### 핵물질 판매 또는 임대
공동체에 다음을 판매하거나 임대하도록 승인된다.
- 우라늄-235 포함 30,000 킬로그램 (66,000 lb)
- 플루토늄 1 킬로그램 (2.2 lb)

미국 정부와 공동체 간의 1954년 원자력법에 따라 체결된 협력 협정의 조항에 따라. 단, 이전 시 전액 지불되지 않은 공동체에 판매된 핵물질에 대해 미국 정부가 첫 유치권에 상응하는 권리를 획득해야 한다.

### 핵물질 취득
(a) 원자력위원회는 1954년 원자력법에 따라 체결된 협력 협정의 조건에 따라 공동 프로그램에 따라 건설된 원자로에서 특수 핵물질 또는 그에 대한 권리를 공동체로부터 구매하거나 기타 방법으로 취득하도록 승인된다. 단, 이 섹션에 따라 법으로 승인된 총량을 초과하여 플루토늄이나 우라늄-233 또는 그에 대한 권리를 취득해서는 안 된다. 위원회는 이 섹션에 따라 공동체로부터 최대 4,100 킬로그램 (9,000 lb)의 플루토늄을 평화적 목적으로만 사용하기 위해 취득하도록 승인된다.
(b) 이 섹션의 조항에 따라 플루토늄 또는 그에 대한 권리를 취득하기 위해 체결된 계약은 위원회가 필요하다고 판단하는 가격과 기간으로 할 수 있다. 단, 공동 프로그램에 따라 건설된 원자로에서 생산된 플루토늄에 대해서는 어떠한 계약도 해당 원자로 운영의 10년 또는 1973년 12월 31일(또는 2개 이하의 원자로의 경우 1975년 12월 31일 중 더 이른 날짜)을 초과하는 기간 동안 체결될 수 없다. 또한, 어떠한 계약도 원자력 원자로의 연료로서 해당 물질의 위원회 인도 시점에 유효한 위원회의 설정 가격을 초과하는 보상 또는 구매 가격의 지불을 규정해서는 안 된다.
(c) 이 섹션의 조항에 따라 동위 원소 우라늄-235가 농축된 우라늄을 취득하기 위해 체결된 계약은 위원회가 필요하다고 판단하는 가격과 기간으로 할 수 있다. 단, 어떠한 계약도 공동체와의 협력 협정의 종료 날짜를 초과하는 기간 동안 체결될 수 없으며, 위원회가 공동체에 배포한 해당 물질의 양에서 공동 프로그램에 관련된 원자력 원자로에서 소비된 양을 제외한 양을 초과하여 동위 원소 우라늄-235가 농축된 우라늄의 취득을 규정해서는 안 된다. 또한, 어떠한 계약도 원자력위원회에 인도 시점에 유효한 해당 물질에 대한 원자력위원회의 설정 요금을 초과하는 보상 또는 구매 가격의 지불을 규정해서는 안 된다.
(d) 이 섹션에 따라 특수 핵물질 또는 그에 대한 권리 구매를 위해 체결된 계약은 개정된 법규의 조항에 관계없이 체결될 수 있다.
(e) 이 섹션에 따라 체결된 계약은 위원회가 그러한 조치가 공동 방위 및 안보 이익에 필요하다고 인증하거나, 위원회가 광고가 합리적으로 실용적이지 않음을 보여주는 경우 개정된 법규에 관계없이 체결될 수 있다.

### 미국의 비책임
미국 정부는 공동 프로그램으로 인해 발생하거나 초래되는 어떠한 손해나 제3자 책임에 대해서도 책임을 지지 않는다. 단, 이 섹션의 어떠한 내용도 1954년 원자력법에 따른 어떠한 사람의 권리도 박탈하지 않는다. 미국 정부는 이 섹션의 조항을 이행하기 위해 적절한 부인 또는 면책 약정을 포함하여 필요한 조치를 취해야 한다.

## 1958년 법에 대한 개정
1958년 EURATOM 협력법에 대한 연대기적 개정.
| 제정일           | 공법 번호   | 미국 법규 인용 | 미국 법안 | 미국 대통령 행정부 |
| ---------------- | ----------- | -------------- | --------- | ------------------ |
| 1961년 9월 6일   | P.L. 87-206 | 75 Stat. 475   | H.R. 8599 | 존 F. 케네디       |
| 1964년 8월 1일   | P.L. 88-394 | 78 Stat. 376   | S. 2963   | 린든 B. 존슨       |
| 1967년 12월 14일 | P.L. 90-190 | 81 Stat. 575   | S. 2644   | 린든 B. 존슨       |
| 1973년 8월 14일  | P.L. 93-88  | 87 Stat. 296   | S. 1993   | 리처드 M. 닉슨     |

## EURATOM 및 미국 대통령 성명
| ◇ Eisenhower, Dwight D. (1958년 6월 23일). “Special Message to the Congress Transmitting International Agreement Between the United States and Euratom - June 23, 1958”. 《Internet Archive》. Washington, D.C.: National Archives and Records Service. 494–497쪽.      |
| ◇ Eisenhower, Dwight D. (1958년 7월 31일). “Statement by the President Concerning the Second International Conference on the Peaceful Uses of Atomic Energy - July 31, 1958”. 《Internet Archive》. Washington, D.C.: National Archives and Records Service. 576–577쪽. |
| ◇ Johnson, Lyndon B. (1966년 2월 2일). “Statement by the President Announcing an Increase in Enriched Uranium To Be Made Available for Peaceful Uses - February 2, 1966”. 《Internet Archive》. Washington, D.C.: National Archives and Records Service. 138–139쪽.     |
| ◇ Carter, Jimmy E. (1980년 2월 7일). “Exports of Nuclear Fuels - February 7, 1980” [Letter to the Speaker of the House and the President of the Senate]. 《Internet Archive》. Washington, D.C.: National Archives and Records Service. 286–287쪽.                      |

## EURATOM과의 핵 협력
| 승인일          | 행정명령 번호 | 미국 대통령 행정부 |
| --------------- | ------------- | ------------------ |
| 1980년 2월 12일 | EO 12193      | 지미 카터          |
| 1981년 2월 24일 | EO 12295      | 로널드 레이건      |
| 1982년 3월 9일  | EO 12351      | 로널드 레이건      |
| 1983년 3월 7일  | EO 12409      | 로널드 레이건      |
| 1984년 2월 23일 | EO 12463      | 로널드 레이건      |
| 1985년 3월 4일  | EO 12506      | 로널드 레이건      |
| 1986년 2월 28일 | EO 12554      | 로널드 레이건      |
| 1987년 3월 9일  | EO 12587      | 로널드 레이건      |
| 1988년 3월 9일  | EO 12629      | 로널드 레이건      |
| 1989년 3월 9일  | EO 12670      | 조지 H. W. 부시    |
| 1990년 3월 9일  | EO 12706      | 조지 H. W. 부시    |
| 1991년 3월 8일  | EO 12753      | 조지 H. W. 부시    |
| 1992년 3월 9일  | EO 12791      | 조지 H. W. 부시    |
| 1993년 3월 9일  | EO 12840      | 빌 클린턴          |
| 1994년 3월 9일  | EO 12903      | 빌 클린턴          |
| 1995년 3월 9일  | EO 12955      | 빌 클린턴          |

## 같이 보기
- 유라톰 조약
- 유럽 원자력 재판소
- 원자력기구
- 1978년 핵확산금지법
- 로마 조약